# Sadi Melo
Sadi Leonardo Melo Moya (Santiago, 6 de noviembre de 1954) es un profesor y político chileno, militante del Partido Socialista (PS). Fue alcalde de la comuna de El Bosque desde 1991 hasta 2021.

## Biografía
Es hijo de Aurelia Moya y Víctor Melo. Sus estudios básicos los realizó en la Escuela 572 de la Población Santa Adriana, en la zona sur de Santiago, y en 1973 terminó la secundaria en el Liceo Comercial Villa Las Ferias. Entre los años 1974 y 1977, estudió Economía en la Universidad de Chile, pero finalmente optó por la carrera de Pedagogía en Castellano en la Universidad Técnica del Estado (actual USACH). Además, en 1988 cursó un Magíster en Urbanismo en la Universidad Católica de Chile. 

### Matrimonio e hijos
Casado con Ana Contreras, profesora de Estado, y padre de cuatro hijos: Daniel, Leonardo, Francisco y Simón.

## Vida pública
Durante la dictadura expresó su vocación de servicio público a través de la actividad política, y por eso ingresó a colaborar en SEPADE, Servicio Evangélico para el Desarrollo, con el objetivo de ayudar a la erradicación de la pobreza en la zona sur de la Región Metropolitana, principalmente en lo que hoy es la comuna de El Bosque y sus alrededores, antes La Cisterna y San Bernardo.
Designado por el presidente Patricio Aylwin como primer alcalde de la recién instalada comuna en 1991, fue la 2 mayoría en las primeras elecciones democráticas tras el retorno a la democracia, pero fue reelecto alcalde por un pacto realizado al interior de la coalición Concertación a la cual pertenecía. Desde entonces ha sido reelegido alcalde de la comuna de El Bosque sucesivamente en 1996, 2000, 2004, 2008, 2012 y 2016. 
Miembro del Comité Central y la Comisión Política del Partido Socialista de Chile en reiteradas ocasiones, el año 2006 fue elegido Vicepresidente de la colectividad y en 2008 fue revalidado en el cargo.
Daniel Melo Contreras, su primogénito, fue presidente de la Juventud Socialista de Chile y candidato a diputado en las elecciones parlamentarias de 2009 y de 2013, en las cuales resultó elegido.

## Historial electoral

### Elecciones municipales de 1992
- Elecciones municipales de 1992, para la alcaldía y concejo municipal de El Bosque[2]

(Se consideran sólo candidatos con sobre el 3% de los votos)
| Candidato                   | Pacto                          | Partido | Votos  | %     | Resultado |
| --------------------------- | ------------------------------ | ------- | ------ | ----- | --------- |
| Pedro Vega Muñoz            | Concertación por la Democracia | PDC     | 11 334 | 15,36 | Concejal  |
| Sadi Melo Moya              | Concertación por la Democracia | PS      | 9281   | 12,58 | Alcalde   |
| Sergio de Los Reyes Herrera | Concertación por la Democracia | PPD     | 6702   | 9,09  | Concejal  |
| Alfredo Montiglio Adami     | Participación y Progreso       | RN      | 5125   | 6,95  | Concejal  |
| Raúl Salinas Quintanilla    | Concertación por la Democracia | PDC     | 4266   | 5,78  | Concejal  |
| Dilma Aguilera Menschel     | Partido Comunista              | PC      | 3172   | 4,30  |           |
| Viviana Matus Rodríguez     | Participación y Progreso       | UDI     | 2869   | 3,89  | Concejal  |
| Gabriel Rojas Reyes         | Partido Comunista              | PC      | 2843   | 3,85  |           |
| Domingo Fernández Sepúlveda | Concertación por la Democracia | PDC     | 2677   | 3,63  | Concejal  |
| Héctor Mora Ruiz            | Unión de Centro Centro         | UCC     | 2665   | 3,61  | Concejal  |
| Victor Downey López         | Concertación por la Democracia | PS      | 2499   | 3,39  |           |
| Germán Arriagada Vásquez    | Unión de Centro Centro         | UCC     | 2348   | 3,18  |           |

### Elecciones municipales de 1996
- Elecciones municipales de 1996, para la alcaldía y concejo municipal de El Bosque[3]

(Se consideran sólo candidatos con sobre el 2% de los votos)
| Candidato                    | Pacto                          | Partido | Votos  | %     | Resultado |
| ---------------------------- | ------------------------------ | ------- | ------ | ----- | --------- |
| Sadi Melo Moya               | Concertación por la Democracia | PS      | 19 613 | 28,57 | Alcalde   |
| Pedro Vega Muñoz             | Concertación por la Democracia | PDC     | 9259   | 13,49 | Concejal  |
| Carlos Contreras Muñoz       | Unión por Chile                | RN      | 5677   | 8,27  | Concejal  |
| Victor Downey Lopez          | Concertación por la Democracia | PS      | 4275   | 6,23  | Concejal  |
| Patricio Arriagada Rebolledo | Unión por Chile                | ILDRN   | 2833   | 4,13  | Concejal  |
| José Miguel Muñoz Galaz      | Concertación por la Democracia | PPD     | 2832   | 4,13  | Concejal  |
| Héctor Mora Ruiz             | Concertación por la Democracia | PPD     | 2769   | 4,03  | Concejal  |
| Viviana Matus Rodríguez      | Unión por Chile                | ILDUD   | 2164   | 3,15  |           |
| Christian Sobarzo            | Unión por Chile                | ILDRN   | 2147   | 3,13  |           |
| Bladimir Carvajal Medina     | La Izquierda                   | PC      | 2112   | 3,08  |           |
| Blanca Villanueva Pozo       | La Izquierda                   | PC      | 1950   | 2,84  |           |
| Renato Vasquez Ibañez        | Concertación por la Democracia | PDC     | 1864   | 2,72  | Concejal  |

### Elecciones municipales de 2000
- Elecciones municipales de 2000, para la alcaldía y concejo municipal de El Bosque[4]

(Se consideran sólo candidatos con sobre el 1,5% de los votos)
| Candidato                    | Pacto                                      | Partido | Votos  | %     | Resultado |
| ---------------------------- | ------------------------------------------ | ------- | ------ | ----- | --------- |
| Sadi Melo Moya               | Concertación de Partidos por la Democracia | PS      | 21 081 | 29,76 | Alcalde   |
| Carlos Contreras Muñoz       | Alianza por Chile                          | RN      | 13 189 | 18,62 | Concejal  |
| Victor Downey López          | Concertación de Partidos por la Democracia | PS      | 7351   | 10,38 | Concejal  |
| Patricio Arriagada Rebolledo | Alianza por Chile                          | UDI     | 6641   | 9,37  | Concejal  |
| Pedro Vega Muñoz             | Concertación de Partidos por la Democracia | PDC     | 3975   | 5,61  | Concejal  |
| José Miguel Muñoz Galaz      | Concertación de Partidos por la Democracia | PPD     | 3529   | 4,98  | Concejal  |
| Andrés Codocedo Ortiz        | Independiente (Fuera de pacto)             | IND     | 2719   | 3,84  |           |
| Patricio Saavedra Onetto     | Alianza por Chile                          | ILC     | 2306   | 3,25  |           |
| Bladimir Carvajal Medina     | La Izquierda                               | PC      | 1758   | 2,48  |           |
| Sonia Lopez Utreras          | Concertación de Partidos por la Democracia | PRSD    | 1330   | 1,88  |           |
| Renato Vásquez Ibáñez        | Concertación de Partidos por la Democracia | PDC     | 1152   | 1,63  | Concejal  |
| Luis Caucao Muñoz            | Concertación por la Democracia             | PPD     | 1096   | 1,55  |           |

### Elecciones municipales de 2004
- Elecciones municipales de 2004, para la alcaldía de El Bosque[5]

| Candidato                        | Pacto                          | Partido | Votos  | %     | Resultado |
| -------------------------------- | ------------------------------ | ------- | ------ | ----- | --------- |
| Sadi Melo Moya                   | Concertación por la Democracia | PS      | 31 361 | 47,42 | Alcalde   |
| Carlos Contreras Muñoz           | Alianza                        | RN      | 28 566 | 43,19 |           |
| Ercides Eleazar Martínez Mercado | Juntos Podemos                 | PC      | 6213   | 9,39  |           |

### Elecciones municipales de 2008
- Elecciones municipales de 2008, para la alcaldía de El Bosque[6]

| Candidato                        | Pacto                    | Partido | Votos  | %     | Resultado |
| -------------------------------- | ------------------------ | ------- | ------ | ----- | --------- |
| Sadi Melo Moya                   | Concertación Democrática | PS      | 30 203 | 46,51 | Alcalde   |
| Patricio Arriagada Rebolledo     | Alianza                  | UDI     | 24 426 | 37,61 |           |
| Marcela Alejandra Concha Navarro | Juntos Podemos Más       | ILD     | 10 316 | 15,88 |           |

### Elecciones municipales de 2012
- Elecciones municipales de 2012, para la alcaldía de El Bosque[7]

| Candidato              | Pacto                    | Partido | Votos  | %     | Resultado |
| ---------------------- | ------------------------ | ------- | ------ | ----- | --------- |
| Sadi Melo Moya         | Concertación Democrática | PS      | 30 379 | 65,66 | Alcalde   |
| Carlos Contreras Muñoz | Coalición                | RN      | 15 878 | 34,35 |           |

### Elecciones municipales de 2016
- Elecciones municipales de 2016, para la alcaldía de El Bosque[8]

| Candidato                 | Pacto                        | Partido | Votos  | %    | Resultados |
| ------------------------- | ---------------------------- | ------- | ------ | ---- | ---------- |
| Sadi Melo Moya            | Nueva Mayoría                | PS      | 18 409 | 60,0 | Alcalde    |
| Loreto Letelier Barrera   | Chile Vamos                  | UDI     | 7419   | 24,2 |            |
| Marcelo Olivares Figueroa | Poder Ecologista y Ciudadano | PEV     | 3078   | 10,0 |            |
| Ricardo Cifuentes Pérez   | Yo Marco por el Cambio       | PRO     | 1772   | 5,8  |            |

### Elecciones de consejeros constituyentes de 2023
- Elecciones de consejeros constitucionales de 2023, para la Circunscripción 7 (Región Metropolitana[9]

| Candidato                    | Pacto               | Partido | Votos   | %     | Resultado |
| ---------------------------- | ------------------- | ------- | ------- | ----- | --------- |
| Luis Silva Irarrázaval       | Partido Republicano | PRCh    | 706 286 | 17,96 | Consejero |
| Karen Araya Rojas            | Unidad para Chile   | PCCh    | 491 917 | 12,51 | Consejera |
| Yerko Ljubetic Godoy         | Unidad para Chile   | CS      | 278 313 | 7,08  | Consejero |
| Rodrigo Delgado Mocarquer    | Chile Seguro        | UDI     | 261 933 | 6,66  |           |
| Gloria Hutt Hesse            | Chile Seguro        | EVO     | 235 907 | 6,00  | Consejera |
| Jorge Ossandón Spoerer       | Partido Republicano | PRCh    | 217 334 | 5,53  | Consejero |
| Camila Miranda Medina        | Unidad para Chile   | COM     | 185 778 | 4,72  |           |
| Macarena Bravo Rojas         | Partido Republicano | PRCh    | 162 703 | 4,14  |           |
| Jaime Ravinet de la Fuente   | Chile Seguro        | ILE     | 158 905 | 4,04  |           |
| Sadi Melo Moya               | Unidad para Chile   | PS      | 156 668 | 3,98  |           |
| Rocío Donoso Pineda          | Unidad para Chile   | RD      | 127 280 | 3,24  |           |
| Carmen Frei Ruiz-Tagle       | Todo por Chile      | PDC     | 107 652 | 2,74  |           |
| Natalia Piergentili Domenech | Todo por Chile      | PPD     | 107 005 | 2,72  |           |
| Bruno Baranda Ferrán         | Chile Seguro        | RN      | 78 087  | 1,99  |           |